# Олеснічка
Олеснічка (пол. Oleśniczka) — село в Польщі, у гміні Длуґоленка Вроцлавського повіту Нижньосілезького воєводства.
Населення — 304 особи (2011).
У 1975-1998 роках село належало до Вроцлавського воєводства.

## Демографія
Демографічна структура станом на 31 березня 2011 року:
|          | Загалом | Допрацездатний вік | Працездатний вік | Постпрацездатний вік |
| -------- | ------- | ------------------ | ---------------- | -------------------- |
| Чоловіки | 144     | 26                 | 103              | 15                   |
| Жінки    | 160     | 38                 | 83               | 39                   |
| Разом    | 304     | 64                 | 186              | 54                   |